# ボロ (ペンシルベニア州)

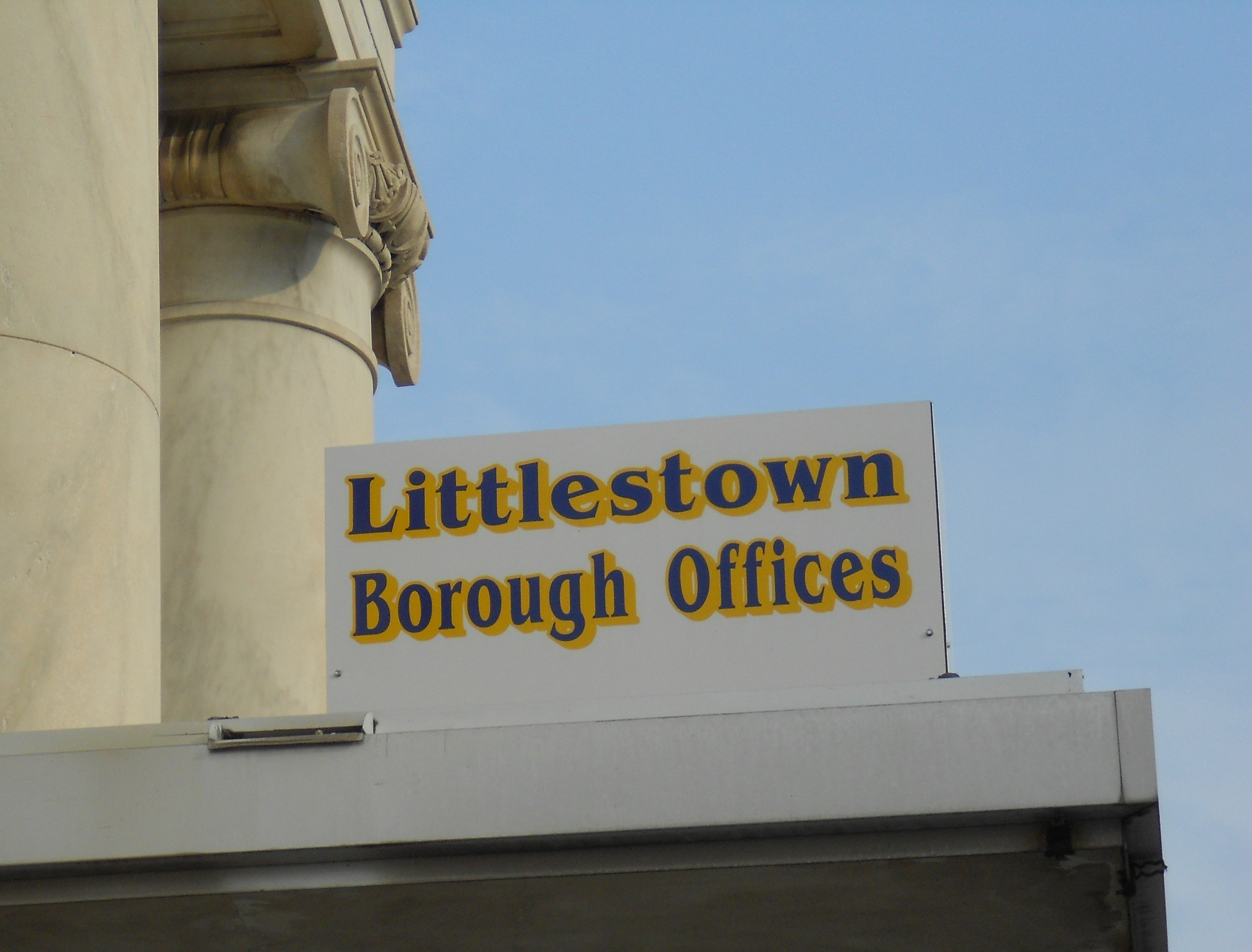
ペンシルベニア州のボロのひとつ、リトルズタウン (Littlestown) の役所の看板。

アメリカ合衆国ペンシルバニア州におけるボロ（borough、boro）は、自治の単位となっている基礎自治体で、しばしば町に相当するものと見なされ、通常は市よりも小規模であるが、住宅地化された範囲については市に準じる人口密度をもっている。場合によっては、「小さな市 (junior cities)」と見なされることもあるボロは、通常の市に比べ、権限も責任も限られたものになっている。

## 概況
ペンシルベニア州のすべての基礎自治体は、市（シティ、city）、ボロ（borough）、郡区（タウンシップ、township）のいずれかに分類される。その例外は、ブルームズバーグの町（タウン、town）であり、ペンシルバニア州において州政府に認められた唯一の町となっている。
ボロは、発達した業務地区や、裁判所など、公共・商業施設の集積が見られることが多い。相対的に農村的な性格をもつ郡区よりも、人口は多く、空間的余裕は少なく、開発は進んでおり、郡区はボロよりも領域が広く、また関連が深い、しばしば同じ名称のボロを囲むように広がっていることもよくある。
ペンシルベニア州には、958のボロと、56の市がある。ホームルール自治体の多くは、何らかの目的のためにボロないし郡区として分類されることもあるが、今日ではもはや州の法制度であるボロ・郡区規則 (Borough and Township Codes) は適用されない。
ペンシルベニア州のボロは、1911年に結成されたペンシルベニア州ボロ協会 (The Pensylvania State Association of Boroughs, PSAB) を組織している。2019年の時点で、ペンシルベニア州の住民のうち、およそ260万人以上はボロに居住しているとされた。